# 平塚浩士
平塚 浩士（ひらつか ひろし、1945年1月13日 - ） は、日本の化学者。専門は機能物質化学、物理化学。群馬大学学長。

## 人物・経歴
群馬県館林市出身。1963年栃木県立足利高等学校卒業。1967年群馬大学工学部卒業。1969年東京工業大学大学院理工学研究科修士課程修了。1972年東京工業大学大学院理工学研究科博士課程修了、理学博士。同年東京工業大学理学部助手。
1987年群馬大学工学部助教授。1992年群馬大学工学部教授。1995年群馬大学工学部応用化学科長。2000年群馬大学工学部応用化学科長。2006年群馬大学工学部応用化学科長。2007年群馬大学大学院工学研究科教授。
2009年国立大学法人群馬大学理事（企画・教学担当）・副学長。2011年国立大学法人群馬大学理事（研究・企画担当）・副学長。2013年国立大学法人群馬大学理事（研究・企画担当）・副学長。2015年国立大学法人群馬大学学長。専門は機能物質化学、物理化学（光化学）。
2022年、瑞宝中綬章受章。